# Ronnie Dove
Ronnie Dove (né le 7 septembre 1935 à Herndon (Virginie)) est un chanteur américain spécialisé dans la pop et la musique country.

## Biographie
Ronnie Dove est le seul fils de Paul S. Dove et de Catherine Pearl Smith Dove Rusk. Il a une sœur aînée, Marjorie L. Forrester.
Dove commence sa carrière de chanteur dans des clubs de Baltimore. Il forme le groupe The Belltones et celui-ci joue à Baltimore et sur la côte Est pendant quatre ans. En 1959, le groupe enregistre son premier single, Lover Boy, ainsi qu'un cover de Party Doll de Buddy Knox.
Dove tente par la suite une carrière solo avec Diamond Records. Il sort son premier single solo, intitulé Sweeter Than Sugar, en 1964.

## Discographie

### Albums
- The Swinging Teen Sounds of Ronnie Dove (Design Records, 1962)
- Right Or Wrong (Ronnie Dove album) (en)  (Diamond Records No. 5002, 1964)
- One Kiss for Old Times' Sake (en) (Diamond Records No. 5003, 1965) U.S. No. 119[1]
- I'll Make All Your Dreams Come True (en) (Diamond Records No. 5004, 1965)
- The Best Of Ronnie Dove (en) (Diamond Records No. 5005, 1966) U.S. No. 35
- Ronnie Dove Sings the Hits for You (en) (Diamond Records No. 5006, 1966) U.S. No. 122
- Cry (Diamond Records No. 5007, 1967) U.S. No. 121
- The Best of Ronnie Dove Volume 2 (en) (Diamond Records No. 5008, 1967)
- Ronnie Dove Greatest All-Time Hits (Certron Corporation #CS-7011, Stereo, 1970)
- Ronnie Dove (MCA Records No. 309 Stereo, 1973)
- Ronnie Dove Sings His Greatest Hits (Gusto Records (Power Pak) #PO-286, 1975)
- The Bird is Back (D.R.D. Records MS-4114, 1985)
- From the Heart (Diamond Records No. D-380-LP, 1988)
- The Complete Original Chart Hits: 1964-1969 (Real Gone Music, 2014)

### Singles
| Année | Titres (côté A, côté B) Les deux côtés d'un même album sauf indication contraire                                                            | Label & Numéro  | Position     | Position | Position     | Album                               |
| Année | Titres (côté A, côté B) Les deux côtés d'un même album sauf indication contraire                                                            | Label & Numéro  | U.S. Hot 100 | U.S. AC  | U.S. Country | Album                               |
| ----- | --- | --------------- | ------------ | -------- | ------------ | ----------------------------------- |
| 1959  | "Lover Boy" b/w "I'll Be Around" | Dove 1021       | -            | -        | -            |                                     |
| 1961  | "Party Doll" b/w "Yes Darling, I'll Be Around"                                                                                              | Decca 31288     | -            | -        | -            |                                     |
| 1962  | "Saddest Song (Of The Year)" b/w "No Greater Love" (tiré de Right Or Wrong)                                                                 | Jalo 1406       | -            | -        | -            |                                     |
| 1964  | "Sweeter Than Sugar" b/w "I Believed In You"                                                                                                | Diamond 163     | -            | -        | -            | Right Or Wrong                      |
| 1964  | "Say You (en)" b/w "Let Me Stay Today" | Diamond 167     | 40           | -        | -            | Right Or Wrong                      |
| 1964  | "Right Or Wrong" b/w "Baby, Put Your Arms Around Me"                                                                                        | Diamond 173     | 14           | -        | -            | Right Or Wrong                      |
| 1965  | "Hello Pretty Girl (en)" b/w "Keep It A Secret"                                                                                             | Diamond 176     | 54           | -        | -            | Right Or Wrong                      |
| 1965  | "One Kiss For Old Times' Sake (en)" b/w "No Greater Love" (first pressings) "Bluebird" (later pressings) (Both B-sides from Right Or Wrong) | Diamond 179     | 14           | -        | -            | One Kiss For Old Times' Sake        |
| 1965  | "A Little Bit Of Heaven" b/w "If I Live To Be A Hundred"                                                                                    | Diamond 184     | 16           | 4        | -            | One Kiss For Old Times' Sake        |
| 1965  | "I'll Make All Your Dreams Come True" b/w "I Had To Lose You (To Find That I Need You)" (tiré de One Kiss For Old Times' Sake)              | Diamond 188     | 21           | 2        | -            | I'll Make All Your Dreams Come True |
| 1965  | "Kiss Away (en)" b/w "Where In The World" (tiré de One Kiss For Old Times' Sake)                                                            | Diamond 191     | 25           | 5        | -            | I'll Make All Your Dreams Come True |
| 1965  | "When Liking Turns To Loving (en)" b/w "I'm Learning How To Smile Again" (tiré de I'll Make All Your Dreams Come True)                      | Diamond 195     | 18           | 6        | -            | The Best Of Ronnie Dove             |
| 1966  | "Let's Start All Over Again (en)" b/w "That Empty Feeling"                                                                                  | Diamond 198     | 20           | 34       | -            | Ronnie Dove Sings The Hits For You  |
| 1966  | "Happy Summer Days (en)" b/w "Long After"                                                                                                   | Diamond 205     | 27           | 7        | -            | Ronnie Dove Sings The Hits For You  |
| 1966  | "I Really Don't Want To Know (en)" b/w "Years Of Tears" (tiré de Cry)                                                                       | Diamond 208     | 22           | 12       | -            | Ronnie Dove Sings The Hits For You  |
| 1966  | "Cry (Churchill Kohlman song) (en)" b/w "Autumn Rhapsody"                                                                                   | Diamond 214     | 18           | 16       | -            | Cry                                 |
| 1967  | "One More Mountain To Climb" b/w "All" (tiré de One Kiss For Old Times' Sake)                                                               | Diamond 217     | 45           | -        | -            | Cry                                 |
| 1967  | "My Babe" b/w "Put My Mind At Ease" (tiré de I'll Make All Your Dreams Come True)                                                           | Diamond 221     | 50           | -        | -            | The Best Of Ronnie Dove, Volume 2   |
| 1967  | "I Want To Love You For What You Are (en)" b/w "I Thank You For Your Love" (pas sur un album)                                               | Diamond 227     | 54           | -        | -            | The Best Of Ronnie Dove, Volume 2   |
| 1967  | "Dancin' Out Of My Heart" b/w "Back From Baltimore" (tiré de The Best Of Ronnie Dove, Volume 2)                                             | Diamond 235     | 87           | -        | -            | pas sur un album                    |
| 1968  | "In Some Time" b/w "Livin' For Your Lovin'"                                                                                                 | Diamond 240     | 99           | 37       | -            | pas sur un album                    |
| 1968  | "Mountain Of Love (en)" b/w "Never Gonna Cry (The Way I'll Cry Tonight)" (pas sur un album)                                                 | Diamond 244     | 67           | -        | -            | Ronnie Dove Sings The Hits For You  |
| 1968  | "Tomboy" b/w "Tell Me Tomorrow" | Diamond 249     | 96           | 27       | -            | pas sur un album                    |
| 1969  | "What's Wrong With My World" b/w "That Empty Feeling" (tiré de Ronnie Dove Sings The Hits For You)                                          | Diamond 256     | -            | -        | -            | pas sur un album                    |
| 1969  | "I Need You Now" b/w "Bluebird" (tiré de Right Or Wrong)                                                                                    | Diamond 260     | 93           | -        | -            | pas sur un album                    |
| 1970  | "Chains Of Love" b/w "If I Live To Be A Hundred" (tiré de One Kiss For Old Times' Sake)                                                     | Diamond 271     | -            | -        | -            | pas sur un album                    |
| 1971  | "Talking To My Children's Mama" b/w "Sunny"                                                                                                 | Wrayco 201      | -            | -        | -            | pas sur un album                    |
| 1971  | "If I Cried Everytime You Hurt" b/w "Just The Other Side Of Nowhere"                                                                        | Decca 32853     | -            | -        | -            | Ronnie Dove                         |
| 1972  | "Kiss The Hurt Away" b/w "He Cries Like A Baby"                                                                                             | Decca 32919     | -            | -        | 61           | Ronnie Dove                         |
| 1972  | "My World Of Memories" b/w "It's No Sin" (pas sur un album)                                                                                 | Decca 32997     | -            | -        | -            | Ronnie Dove                         |
| 1972  | "Lilacs In Winter" b/w "Is It Wrong (For Loving You)"                                                                                       | Decca 33038     | -            | -        | 69           | Ronnie Dove                         |
| 1973  | "So Long Dixie" b/w "Take Me Back" | MCA 40106       | -            | -        | -            | pas sur un album                    |
| 1975  | "Please Come To Nashville" b/w "Pictures On Paper"                                                                                          | Melodyland 6004 | -            | -        | 75           | pas sur un album                    |
| 1975  | "Things" b/w "Here We Go Again" | Melodyland 6011 | -            | -        | 25           | pas sur un album                    |
| 1975  | "Drina (Take Your Love Off For Me)" b/w "Your Sweet Love"                                                                                   | Melodyland 6021 | -            | -        | -            | pas sur un album                    |
| 1976  | "Right Or Wrong" b/w "Guns" | Melodyland 6030 | -            | -        | -            | pas sur un album                    |
| 1976  | "Tragedy" b/w "Songs We Sang As Children"                                                                                                   | Hitsville 6038  | -            | -        | -            | pas sur un album                    |
| 1976  | "Why Daddy" b/w "The Morning After The Night Before"                                                                                        | Hitsville 6045  | -            | -        | -            | pas sur un album                    |
| 1978  | "The Angel In Your Eyes" b/w "Songs We Sang As Children"                                                                                    | M.C. 5013       | -            | -        | -            |                                     |
| 1983  | "She Feels So Right (I Feel So Wrong)" b/w "Loving On Back Streets"                                                                         | Moon Shine 3018 | -            | -        | -            |                                     |
| 1984  | "Lucille Stubs" b/w "Loving On Back Streets"                                                                                                | Hobby 1001      | -            | -        | -            |                                     |
| 1984  | "Slowly" b/w "Lucille Stubs" | Hobby 1002      | -            | -        | -            |                                     |
| 1984  | "A Short Walk From Heaven" b/w "Livin' For Your Lovin'"                                                                                     | Hobby 1003      | -            | -        | -            |                                     |
| 1985  | "I Don't Hurt Anymore" b/w "She Feels So Right"                                                                                             | Hobby 1004      | -            | -        | -            |                                     |
| 1985  | "I'll Never Fall In Love Again" b/w "Just Call My Name"                                                                                     | Gallery II 2002 | -            | -        | -            |                                     |
| 1986  | "Just Call My Name" b/w "She Feels So Right"                                                                                                | NCA 133738      | -            | -        | -            |                                     |
| 1987  | "Heart" b/w "Old Time Rock 'N Roll" | Diamond 378     | -            | -        | 77           |                                     |
| 1987  | "Rise and Shine" b/w "World Of Memories" | Diamond 379     | -            | -        | 73           |                                     |